# Ярославський військовий округ
Яросла́вський військо́вий о́круг (ЯВО) — одиниця військово-адміністративного поділу в СРСР, один з військових округів, що існував у період з 1918 по 1919.

## Історія
Ярославський військовий округ був 31 березня 1918 року. Включав території Новгородської, Ярославської, Костромської, Володимирської, Тверської, Петроградської, Псковської, Нижньогородської, Вологодської, Олонецкої, Архангельської, Північно-Двінської і Іваново-Вознесенської губерній.
Управління округу — в Ярославлі і Івано-Вознесенське.
24 грудня 1919 року розформований. Територія передана Петроградському і Московському військовим округам.

## Командування
- Командувачі:
  - Нахимсон С. М. (1918)
  - Аркадьєв В. П. (1918)
  - Фрунзе М. В. (1918–1919)
  - Авксентьевський К. О. (1919)
  - Шарапов В. В. (1919 ?)